# Districte de Marracuene
El districte de Marracuene és un districte de Moçambic, situat a la província de Maputo. Té una superfície de 666 kilòmetres quadrats. En 2007 comptava amb una població de 86.177 habitants. És travessat pel riu Komati i limita al nord amb el districte de Manhiça, a l'oest amb el districte de Moamba i amb el municipi de Matola, al sud amb el municipi de Maputo (o província de Maputo Cidade) i a l'est amb l'oceà Índic.

## Divisió administrativa
El districte està dividit en dos postos administrativos (Machubo i Marracuene), compostos per les següents localitats:
- Posto Administrativo de Machubo:
  - Macandza
  - Thaula
- Posto Administrativo de Marracuene:
  - Vila de Marracuene
  - Marracuene
  - Michafutene
  - Nhomgonhama

## Història
Coneguda durant el domini portuguès com a Vila Luísa, el 2 de febrer de 1895 fou escenari de la batalla decisiva entre el comandant portuguès António José Enes i l'emperador ronga Ngungunhane; els portuguesos derrotaren els ronga gràcies a l'ús de fusells de repetició i metralladores.